# Kassandra (Gemeinde)
Kassandra (griechisch Κασσάνδρα, ausgesprochen Kassándra, (f. sg.); offizielle Bezeichnung Dimos Kassandras Δήμος Κασσάνδρας) ist eine griechische Gemeinde (Dimos Δήμος) im Regionalbezirk Chalkidiki der Region Zentralmakedonien. Sie entstand im Rahmen der griechischen Kommunalverwaltungsreform Schedio Kapodistrias 1997 aus den zuvor eigenständigen Gemeinden Kassandria, Kallithea, Afytos, Kalandra, Kassandrino, Kryopigi, Nea Fokea und Fourka, die nach der Fusion zur Gemeinde Kassandra als Gemeindebezirke weiter fungierten. Zum 1. Januar 2011 wurde die südliche Nachbargemeinde Pallini eingemeindet.

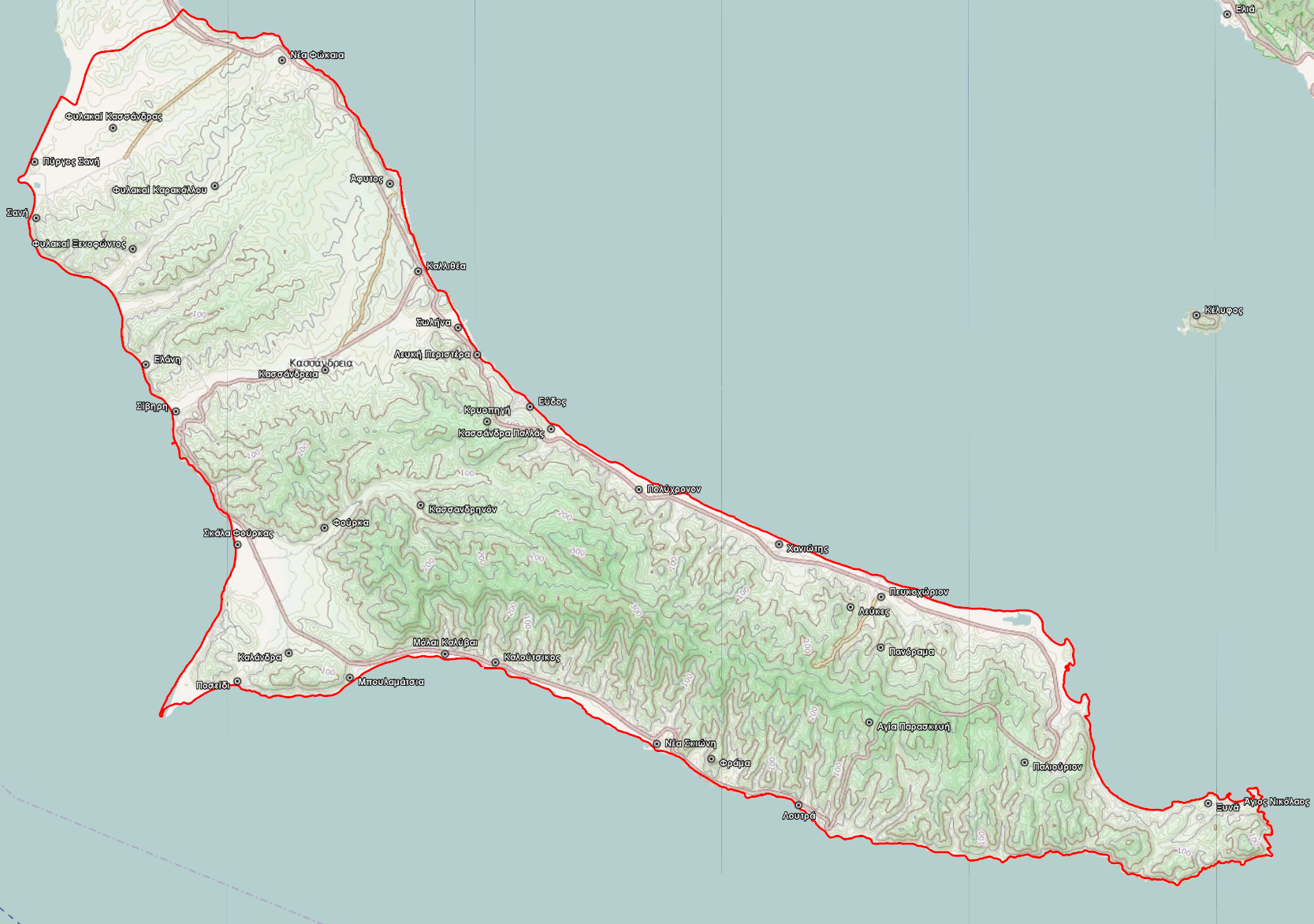
Topografische Karte Kassandras

Die Gemeinde Kassandra nimmt mit ihrem Gemeindegebiet die gleichnamige Halbinsel (1. Finger bzw. 1. Fuß der Halbinsel Chalkidiki) ein. Das unmittelbar südlich des Isthmus von Kassandra gelegene Gebiet der Ortschaft Nea Potidea gehört als Ortschaft zum Gemeindebezirk Moudania der Gemeinde Nea Propondida, welche zugleich die nördliche Nachbargemeinde ist. Die westliche Gemeindegrenze wird von der Westküste der Halbinsel Kassandra gebildet (Thermaischer Golf) und die Ostküste der Halbinsel Kassandra (Toronäischer Golf) bildet die Ostgrenze der Gemeinde. Das Gemeindegebiet umfasst keine Inseln. Der höchste Punkt der Gemeinde ist der Berg Livadakia (Höhe 353 m) südlich der Ortschaft Kassandrino. Die niedrigste Punkt des Gemeindegebietes sind die Küsten des Toronäischen und Thermaischen Golfes (Meeresspiegel).
Die beiden Gemeinden bis 2010 bilden gegenwärtig Gemeindebezirke (Ez. gr. Dimotiki Enotita). Die Gemeindebezirke gliedern sich weiter in Stadtbezirke (Ez. gr. Dimotiki Kinotita) oder Ortsgemeinschaften (Topiki Kinotita), die den Gebieten der alten Gemeinden bis 1997 entsprechen und eigene Ortsvertretungen wählen. Die Einwohnerzahlen stammen aus dem Ergebnis der Volkszählung 2011.

## Gemeindegliederung
- Gemeindebezirk Kassandra - Δημοτική Ενότητα Κασσάνδρας - 10.760 Einwohner
  - Stadtbezirk Kassandria - Δημοτική Κοινότητα Κασσανδρείας - 3.075 Einwohner
    - Kassandria - Κασσάνδρεια - 2.775 Einwohner
    - Elani - Ελάνη - 31 Einwohner
    - Sani - Σανή - 18 Einwohner
    - Siviri - Σίβηρη - 251 Einwohner
    - Fylakes Xenofondos (Gefängnis Xenofon) - Φυλακές Ξενοφώντος - 0 Einwohner

  - Stadtbezirk Nea Fokea - Δημοτική Κοινότητα Νέας Φωκαίας - 2.199 Einwohner
    - Nea Fokea - Νέα Φώκαια - 1.944 Einwohner
    - Pyrgos Sani - Πύργος Σανή - unbewohnt
    - Fylakes Karakallou (Gefängnis Karakallos) - Φυλακές Καρακάλλου - 0 Einwohner
    - Fylakes Kassandras (Gefängnis Kassandra) - Φυλακές Κασσάνδρας - 255 Einwohner

  - Ortsgemeinschaft Afytos - Τοπική Κοινότητα Αφύτου (Άφυτος) - 1.273 Einwohner
  - Ortsgemeinschaft Fourka - Τοπική Κοινότητα Φούρκας - 1.079 Einwohner
    - Fourka - Φούρκα - 543 Einwohner
    - Skala Fourkas - Σκάλα Φούρκας - 536 Einwohner

  - Ortsgemeinschaft Kalandra - Καλάνδρας - 745 Einwohner
    - Kalandra - Καλάνδρα - 674 Einwohner
    - Boulamatsia - Μπουλαμάτσια - 1 Einwohner
    - Posidi - Ποσείδι - 70 Einwohner

  - Ortsgemeinschaft Kallithea - Τοπική Κοινότητα Καλλιθέας - 1.217 Einwohner
    - Kallithea - Καλλιθέα - 1.179 Einwohner
    - Solina - Σωλήνα - 38 Einwohner

  - Ortsgemeinschaft Kassandrino - Τοπική Κοινότητα Κασσανδρηνού - 380 Einwohner
    - Kassandrino - Κασσανδρηνό - 223 Einwohner
    - Kaloutsikos - Καλούτσικος - 32 Einwohner
    - Moles Kalyves - Μόλες Καλύβες - 125 Einwohner

  - Ortsgemeinschaft Kryopigi - Τοπική Κοινότητα Κρυοπηγής - 792 Einwohner
    - Kryopigi - Κρυοπηγή - 737 Einwohner
    - Evdos - Εύδος - 13 Einwohner
    - Kassandra Pallas (Hotel) - Κασσάνδρα Παλλάς - 25 Einwohner
    - Lefki Peristera - Λευκή Περιστέρα - 17 Einwohner
- Gemeindebezirk Pallini - Δημοτική Ενότητα Παλλήνης - 5.912 Einwohner
  - Ortsgemeinschaft Agia Paraskevi - Τοπική Κοινότητα Αγίας Παρασκευής - 375 Einwohner
    - Agia Paraskevi - Αγία Παρασκευή - 294 Einwohner
    - Loutra (Kassandras) - Λουτρά - 81

  - Ortsgemeinschaft Chaniotis - Τοπική Κοινότητα Χανιώτη (Χανιώτης) - 893 Einwohner
  - Ortsgemeinschaft Nea Skioni - Τοπική Κοινότητα Νέας Σκιώνης - 854 Einwohner
    - Nea Skioni - Νέα Σκιώνη - 828 Einwohner
    - Frama - Φράμα - 26 Einwohner

  - Ortsgemeinschaft Paliouri - Τοπική Κοινότητα Παλιουρίου - 831 Einwohner
    - Paliouri - Παλιούρι - 820 Einwohner
    - Agios Nikolaos - Άγιος Νικόλαος - 6 Einwohner
    - Xina - Ξυνά - 5 Einwohner

  - Ortsgemeinschaft Pefkochori - Τοπική Κοινότητα Πευκοχωρίου - 1.962 Einwohner
    - Pefkochori - Πευκοχώρι - 1.931 Einwohner
    - Lefkes - Λεύκες - 21 Einwohner
    - Panorama - Πανόραμα - 10 Einwohner

  - Ortsgemeinschaft Polychrono - Τοπική Κοινότητα Πολυχρόνου (Πολύχρονο) - 997 Einwohner